# 第44届青龙电影奖
第44届青龙电影奖（韓語：제44회 청룡영화상）为2023年11月24日在韩国首尔举行的韩国电影颁奖礼，《神鬼海底撈》与《混凝土乌托邦》分别获得11项提名，为该届颁奖礼获得提名最多的作品，《蜘蛛网》《夜枭》紧随其后分别获得10项和9项提名。该届颁奖礼将是金憓秀担任主持人的最后一届颁奖礼，其自1993年起连续30年主持青龙电影奖，被称作「青龙的女人」；男主持人由柳演錫担任，这是两人连续第六年搭档主持。
柳承完执导的《神鬼海底撈》获得最优秀作品、最佳男配角、最佳新人女演员和最佳配乐等4项大奖，为该届颁奖礼最大赢家。

## 评审标准
观众可通过网络参与最优秀作品奖、最佳导演、最佳新人导演、最佳男女主角、最佳男女配角、最佳男女新人演员、最佳摄影照明、最佳剧本、最佳配乐、最佳美术、最佳剪辑、最佳技术及人气明星奖等16个奖项的投票，投票结果相当于专业评审的一票；其中人气明星奖完全由观众投票产生，电影人评审团与体育朝鲜记者团参与其他奖项的投票。

## 提名与获奖名单

### 最优秀作品奖
获奖：《神鬼海底撈》
- 《蜘蛛网》
- 《下一个素熙》
- 《夜枭》
- 《混凝土乌托邦》

### 导演獎
获奖：严泰华《混凝土乌托邦》
- 金知雲《蜘蛛网》
- 柳承完《神鬼海底撈》
- 李翰《甜蜜蜜：7510》
- 丁朱里《下一个素熙》

### 男主角獎
获奖：李炳宪《混凝土乌托邦》
- 都敬秀《The Moon》
- 柳俊烈《夜枭》
- 宋康昊《蜘蛛网》
- 柳海真《甜蜜蜜：7510》

### 女主角獎
获奖：鄭有美《鬼夢遊》
- 金瑞亨《溫室》
- 金憓秀《神鬼海底撈》
- 朴宝英《混凝土乌托邦》
- 廉晶雅《神鬼海底撈》

### 男配角獎
获奖：趙寅成《神鬼海底撈》
- 朴正民《神鬼海底撈》
- 宋仲基《祸乱》
- 吳正世《蜘蛛网》
- 李浚赫《犯罪都市3》

### 女配角獎
获奖：全余贇《蜘蛛网》
- 金善映《混凝土乌托邦》
- 李允智《梦幻宫殿》
- 鄭秀晶《蜘蛛网》
- 韓善伙《甜蜜蜜：7510》

### 新人导演獎
获奖：安兑镇《夜枭》
- 贾成文《梦幻宫殿》
- 金昌勋《禍亂》
- 柳在善《鬼夢遊》
- 李率熙《塑料大棚》

### 新人男演员獎
获奖：洪思彬《祸乱》
- 姜太䝬《貴公子》
- 金宣虎《贵公子》
- 李新英《魯蛇大翻身（英语：Rebound (2023 film)）》
- 崔民英《梦幻宫殿》

### 新人女演员獎
获奖：高旻示《神鬼海底撈》
- 金施恩《下一个素熙》
- 金亨瑞《祸乱》
- 安索约《塑料大棚》
- 安恩真《夜枭》

### 摄影照明獎
获奖：金泰京、洪胜哲《夜枭》
- 金志勇、朴俊宇《蜘蛛网》
- 金英浩、黄淳旭《The Moon》
- 崔英焕、李济赫《神鬼海底撈》
- 赵炯来、李吉奎《混凝土乌托邦》

### 剧本獎
获奖：丁朱里《下一个素熙》
- 申渊植《蜘蛛网》
- 柳承完、金正妍、崔次源《神鬼海底撈》
- 玄圭丽、安兑镇《夜枭》
- 李申智、严泰华《混凝土乌托邦》

### 音乐獎
获奖：张基河《神鬼海底撈》
- Mowg《蜘蛛网》
- GRAY《芭蕾复仇曲》
- 黄尚俊《英雄》
- 金海元《混凝土乌托邦》

### 美术獎
获奖：郑以真《蜘蛛网》
- 李厚景《神鬼海底撈》
- 金珉惠《芭蕾复仇曲》
- 李河俊《夜枭》
- 曹和成、崔铉锡《混凝土乌托邦》

### 剪辑獎
获奖：金鲜珉《夜枭》
- 楊鎮模《蜘蛛网》
- 李康熙《神鬼海底撈》
- 韩美妍《鬼夢遊》
- 韩美妍《混凝土乌托邦》

### 技术獎
获奖：陈宗贤（VFX）《The Moon》
- 尹贞姬（服装）《神鬼海底撈》
- 许明行、尹成民（动作指导）《犯罪都市3》
- 朴勇基（音响设计）《夜枭》
- 殷宰铉（VFX）《混凝土乌托邦》

### 清净园短片奖
获奖：刘在仁《Ghwa the Last Name》（과화만사성）
- 许智爱《两个女人的房间》（두 여자의 방）
- 郑妍智《安宁的世界》（안녕의 세계）
- 吴载炯、林英熙《杨林洞少女》（양림동 소녀）
- 朴珠妍《好孩子的糖果》（착한 아이 사탕이）

### 人气明星奖
获奖：赵寅成、朴宝英、宋仲基、金宣虎

### 最多观众奖
获奖：BA娱乐《犯罪都市3》